# Al-Walaja
al-Walaja, en arabe : وادي فوقين,  est un village du gouvernorat de Bethléem en Palestine, situé à 4 km au nord-ouest de Bethléem, en Cisjordanie.
Selon le recensement du bureau central palestinien des statistiques, la localité compte une population de 2 671 habitants en 2017.